# Conrad Burns
Pour les articles homonymes, voir Burns.
Conrad Ray Burns (né le 25 janvier 1935 à Gallatin (Missouri) et mort le 28 avril 2016 à Billings (Montana)) est un homme politique américain membre du Parti républicain et sénateur du Montana au Congrès des États-Unis de 1989 à 2007.
Conrad Burns fut le second sénateur républicain élu du Montana depuis 1913.

## Biographie
Burns est né le 25 janvier 1935 dans une ferme près de Gallatin au Missouri, fils de Russell et Mary Frances (Knight) Burns.
Il fait toute sa scolarité dans le Missouri puis fait son service militaire dans le corps des Marines.
Par la suite, il travaille pour TWA et Ozark Airlines.
En 1962, il devient le correspondant de Polled Hereford World magazine à Billings dans le Montana et commence une carrière à la radio et à la télévision en tant que spécialiste du monde rural; il devient la voix de l'agriculture du Montana.
En 1975, Burns fonde quatre stations de radio.
En 1986, il revend son réseau qui comprend alors 31 stations de radios et de télévisions couvrant le Montana et le Wyoming.
Il se tourne alors vers la politique et est élu à la commission du comté de Yellowstone.
En 1988, il se présente aux élections sénatoriales américaines et bat le sénateur sortant du Montana, le démocrate John Melcher.
En 1994, Burns défraie la chronique au cours d'une interview au Bozeman Chronicle. À la question de l'un des participants du public lui demandant comment il peut supporter de revenir à Washington D.C. « avec tous ces nègres », il répond juste que c'est un grand challenge, sans revenir sur le racisme de la question.
En 1999, il traite les Arabes d'enragés (« ragheads »).
En 2000, il est réélu de justesse avec 51 % des suffrages contre 47 % au démocrate Brian Schweitzer.
Affaibli par des scandales de corruption, contesté pour ses dérapages, il est néanmoins candidat à sa succession en 2007.
Le 7 novembre 2006, avec 48,3 % des voix, il est battu de justesse par le candidat démocrate Jon Tester (49,1 %).
En tant que législateur, Burns a soutenu des mesures pour restreindre la souveraineté et les droits des tribus indiennes.
Il est par ailleurs franc-maçon.